# 振甫町
振甫町（しんぽちょう）は、愛知県名古屋市千種区の地名。現行行政地名は振甫町1丁目から振甫町4丁目。住居表示未実施。

## 地理
名古屋市千種区北西部に位置する。東は田代町字四観音道西、西は若水三丁目、南は田代町字岩谷・同字蝮ヶ池上・高見一丁目、北は上野三丁目・下方町に接する。

## 歴史

### 地名の由来
明からの渡来人である張振甫の名に由来する。

### 沿革
- 1933年（昭和8年）8月15日 - 東区千種町の一部により、同区振甫町として成立[1]。
- 1934年（昭和9年）1月1日 - 東区千種町の一部を編入する[1]。
- 1937年（昭和12年）10月1日 - 行政区の変更に伴い、千種区振甫町となる[1]。

## 世帯数と人口
2019年（平成31年）1月1日現在の世帯数と人口は以下の通りである。
| 町丁   | 世帯数  | 人口    |
| ------ | ------- | ------- |
| 振甫町 | 919世帯 | 2,057人 |

### 人口の変遷
国勢調査による人口の推移
| 1950年（昭和25年） | 1,785人 | [ 4 ]     |  |
| 1955年（昭和30年） | 2,071人 | [ 4 ]     |  |
| 1960年（昭和35年） | 2,356人 | [ 5 ]     |  |
| 1965年（昭和40年） | 2,508人 | [ 5 ]     |  |
| 1970年（昭和45年） | 2,769人 | [ 6 ]     |  |
| 1975年（昭和50年） | 2,671人 | [ 6 ]     |  |
| 1980年（昭和55年） | 2,363人 | [ 7 ]     |  |
| 1985年（昭和60年） | 2,255人 | [ 7 ]     |  |
| 1990年（平成2年）  | 2,210人 | [ 8 ]     |  |
| 1995年（平成7年）  | 2,101人 | [ 9 ]     |  |
| 2000年（平成12年） | 1,962人 | [ WEB 6 ] |  |
| 2005年（平成17年） | 1,858人 | [ WEB 7 ] |  |
| 2010年（平成22年） | 1,632人 | [ WEB 8 ] |  |

## 学区
市立小・中学校に通う場合、学校等は以下の通りとなる。また、公立高等学校に通う場合の学区は以下の通りとなる。
| 番・番地等 | 小学校               | 中学校               | 高等学校 |
| ---------- | -------------------- | -------------------- | -------- |
| 全域       | 名古屋市立高見小学校 | 名古屋市立若水中学校 | 尾張学区 |

## 施設

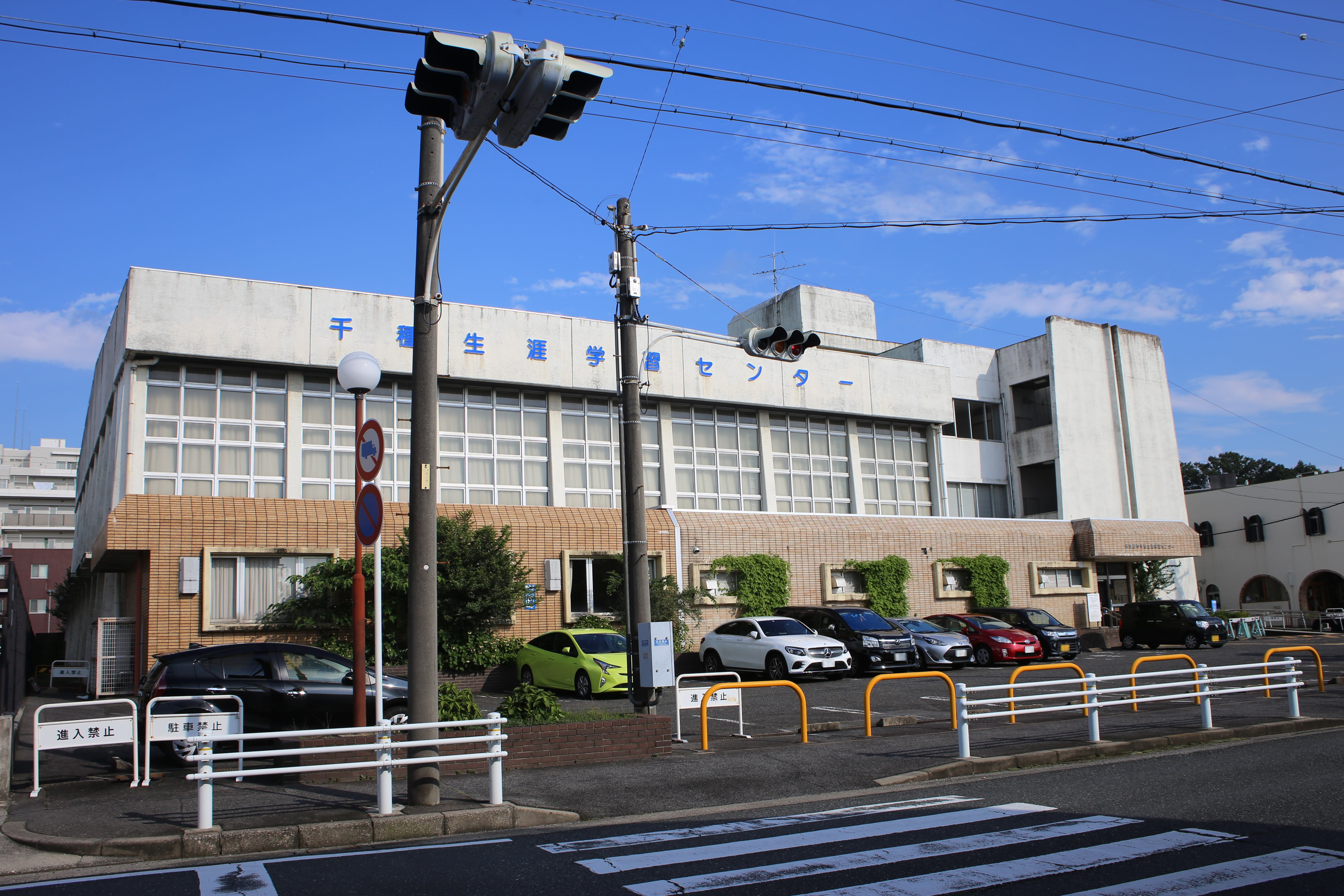
千種生涯学習センター
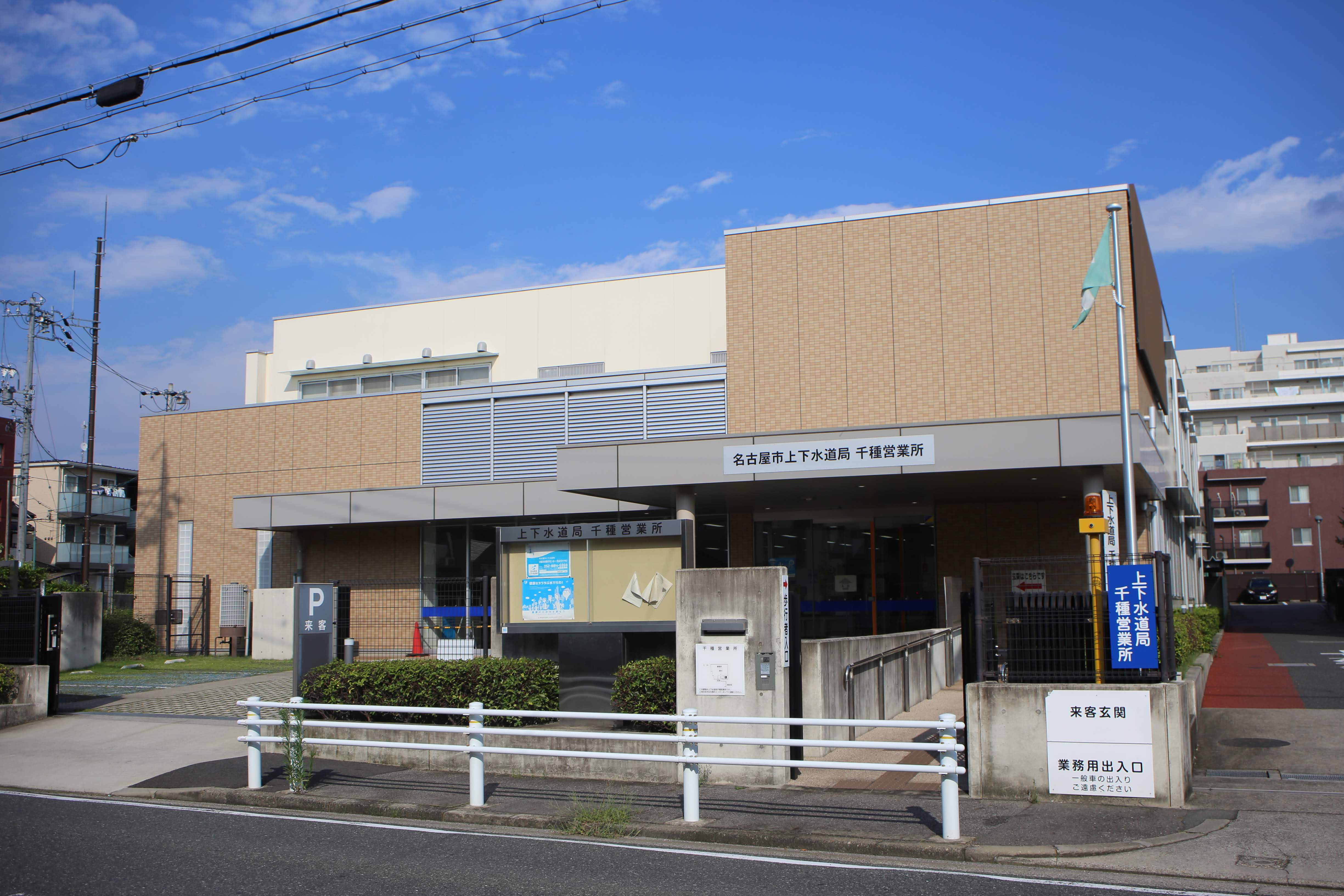
名古屋市上下水道局千種営業所

3丁目34番地。1975年（昭和50年）4月、千種社会教育センターとして開設される。1997年（平成9年）4月、千種生涯学習センターと改称。2016年（平成28年）4月より指定管理者制度を導入している。鉄筋コンクリート造3階建ての建物で、延床面積は2,905.55平方メートル。
- 千種児童館[2]

1976年（昭和51年）9月1日開設。RC造2階建てで、床面積は573.47平方メートル。敷地面積は1,594.86平方メートル。児童館は2階に所在するが、建物の1階には保育園がある。
- 振甫保育園[2]
- 千種税務署[2]
- 名古屋市上下水道局東配水事務所[2]
- 公務員振甫住宅[2]
- 名古屋振甫郵便局[2]
- 名古屋市営振甫プール[2]

1933年（昭和8年）に初の名古屋市営プールとして開業した。2009年（平成21年）廃止。
- 名古屋市千種生涯学習センター
- 名古屋市上下水道局千種営業所

## その他

### 日本郵便
- 郵便番号 : 464-0072[WEB 3]（集配局：千種郵便局[WEB 13]）。

### WEB
1. 1 2  “愛知県名古屋市千種区の町丁・字一覧”.   人口統計ラボ. 2016年1月29日閲覧。
2. 1 2  “町・丁目(大字)別、年齢(10歳階級)別公簿人口(全市・区別)”.   名古屋市 (2019年1月23日). 2019年1月23日閲覧。
3. 1 2  “郵便番号”.  日本郵便. 2019年1月6日閲覧。
4. ↑  “市外局番の一覧”.   総務省. 2019年1月6日閲覧。
5. ↑  名古屋市役所市民経済局地域振興部住民課町名表示係 (2015年10月21日). “千種区の町名一覧”.   名古屋市. 2016年1月29日閲覧。
6. ↑  名古屋市役所総務局企画部統計課統計係 (2005年7月1日). “（刊行物）名古屋の町(大字)・丁目別人口 (平成12年国勢調査) (8)千種区(第1表から第3表)” (xls). 2015年10月15日閲覧。
7. ↑  名古屋市役所総務局企画部統計課統計係 (2007年6月27日). “（刊行物）名古屋の町(大字)・丁目別人口 (平成17年国勢調査) (8)千種区(第1表から第3表）” (xls). 2015年10月15日閲覧。
8. ↑  名古屋市役所総務局企画部統計課統計係 (2012年4月22日). “（刊行物）名古屋の町(大字)・丁目別人口 (平成22年国勢調査) (8)千種区(第1表から第3表）” (xls). 2015年10月15日閲覧。
9. ↑  “市立小・中学校の通学区域一覧”.   名古屋市 (2018年11月10日). 2019年1月14日閲覧。
10. ↑  “平成29年度以降の愛知県公立高等学校（全日制課程）入学者選抜における通学区域並びに群及びグループ分け案について”.   愛知県教育委員会 (2015年2月16日). 2019年1月14日閲覧。
11. 1 2 3 4  名古屋市役所子ども青少年局子ども未来企画部青少年家庭課子ども育成係 (2017年11月15日). “千種児童館”.   名古屋市. 2019年12月28日閲覧。
12. ↑  “プール事業、製氷事業”. 名古屋市上下水道100周年サイト.  名古屋市上下水道局. 2019年10月2日閲覧。
13. ↑  郵便番号簿 平成29年度版 - 日本郵便. 2019年01月06日閲覧 (PDF)

### 書籍
1. 1 2 3 4  名古屋市計画局 1992, p. 726.
2. 1 2 3 4 5 6 7 8 9 10  「角川日本地名大辞典」編纂委員会 1989, p. 1467.
3. ↑  「角川日本地名大辞典」編纂委員会 1989, p. 714.
4. 1 2  名古屋市総務局企画室統計課 1957, p. 72.
5. 1 2  名古屋市総務局企画部統計課 1967, p. 66.
6. 1 2  名古屋市総務局統計課 1977, p. 40.
7. 1 2  名古屋市総務局統計課 1986, p. 11.
8. ↑  名古屋市総務局企画部統計課 1991, p. 6.
9. ↑  名古屋市総務局企画部統計課 1996, p. 7.
10. 1 2 3 4 5  名古屋市教育委員会事務局総務部企画経理課 2018, p. 216.

### 統計資料
- 名古屋市総務局企画室統計課 編『昭和31年版 名古屋市統計年鑑』名古屋市、1957年。
- 名古屋市総務局企画部統計課 編『昭和41年版 名古屋市統計年鑑』名古屋市、1967年。
- 名古屋市総務局統計課 編『昭和51年版 名古屋市統計年鑑』名古屋市、1977年。
- 名古屋市総務局統計課 編『昭和60年国勢調査 名古屋の町・丁目別人口（昭和60年10月1日現在）』名古屋市役所、1986年。
- 名古屋市総務局企画部統計課 編『平成2年国勢調査 名古屋の町（大字）別・年齢別人口（平成2年10月1日現在）』名古屋市役所、1994年。
- 名古屋市総務局企画部統計課 編『平成7年国勢調査 名古屋の町（大字）・丁目別人口（平成7年10月1日現在）』名古屋市役所、1996年。